# Houtsnijwerk

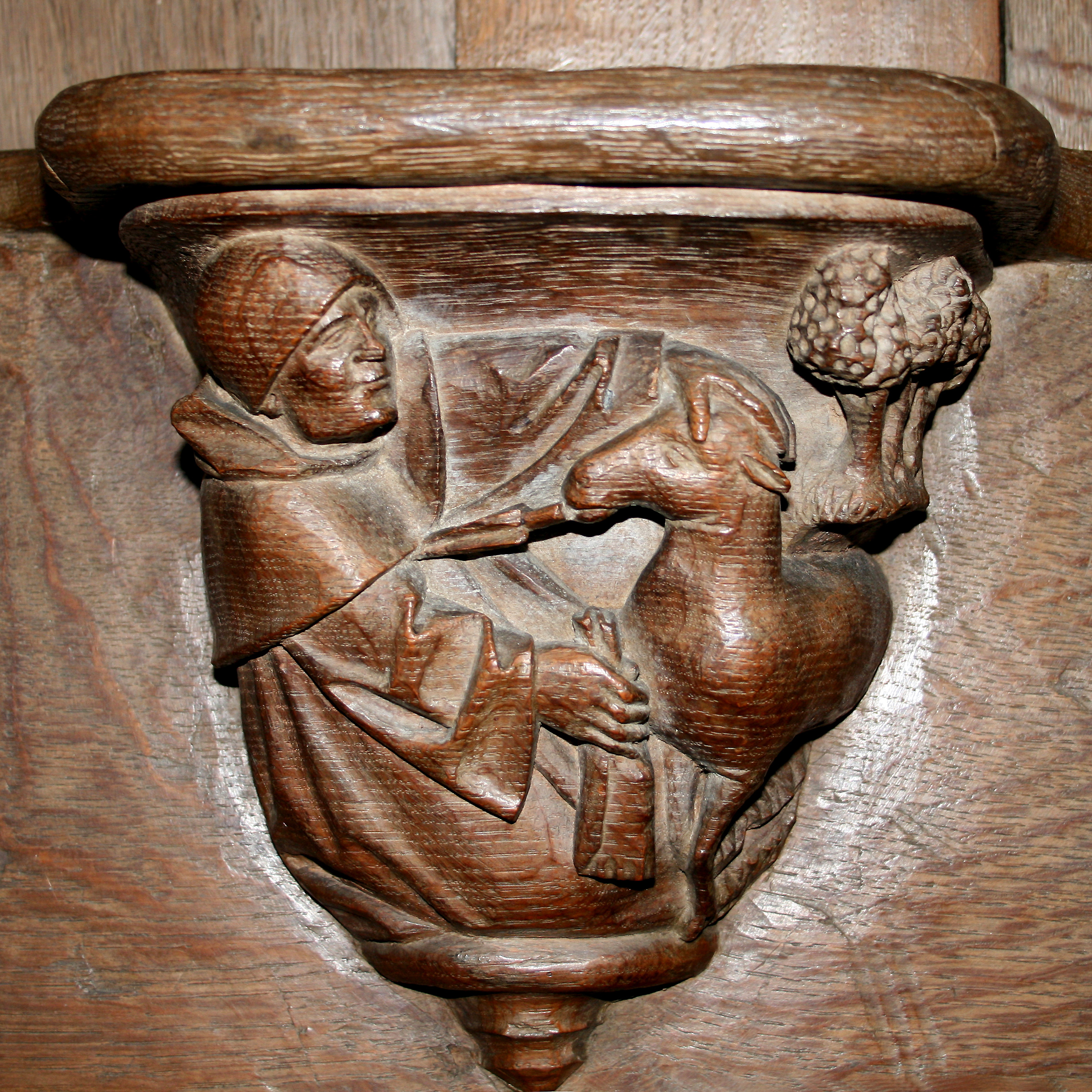
Houtsnijwerk in de Sint-Maternusbasiliek in Walcourt, België

Houtsnijwerk is hout dat bewerkt is met een stuk snijgereedschap, waardoor het een bepaalde vorm krijgt. Houtsnijwerk kan voorkomen als zelfstandig kunstwerk (een houten beeldje of sculptuur) of ter verfraaiing van bijvoorbeeld klokken of meubilair. De houtsnijkunst was vroeger het ambacht van de houtsnijder en de beeldsnijder, maar tegenwoordig wordt houtsnijden vaak machinaal met een freesmachine gedaan.

## Vervaardigingstechniek
De houtsnijder gebruikt meestal een set snijgereedschappen van verschillende vormen. Een basisset bestaat al gauw uit een tiental stuks, waarbij snijgereedschap met een rechthoekige doorsnede een beitel wordt genoemd en een gebogen beitel dikwijls een guts. Een uitgebreide set kan uit meer dan honderd stuks bestaan.

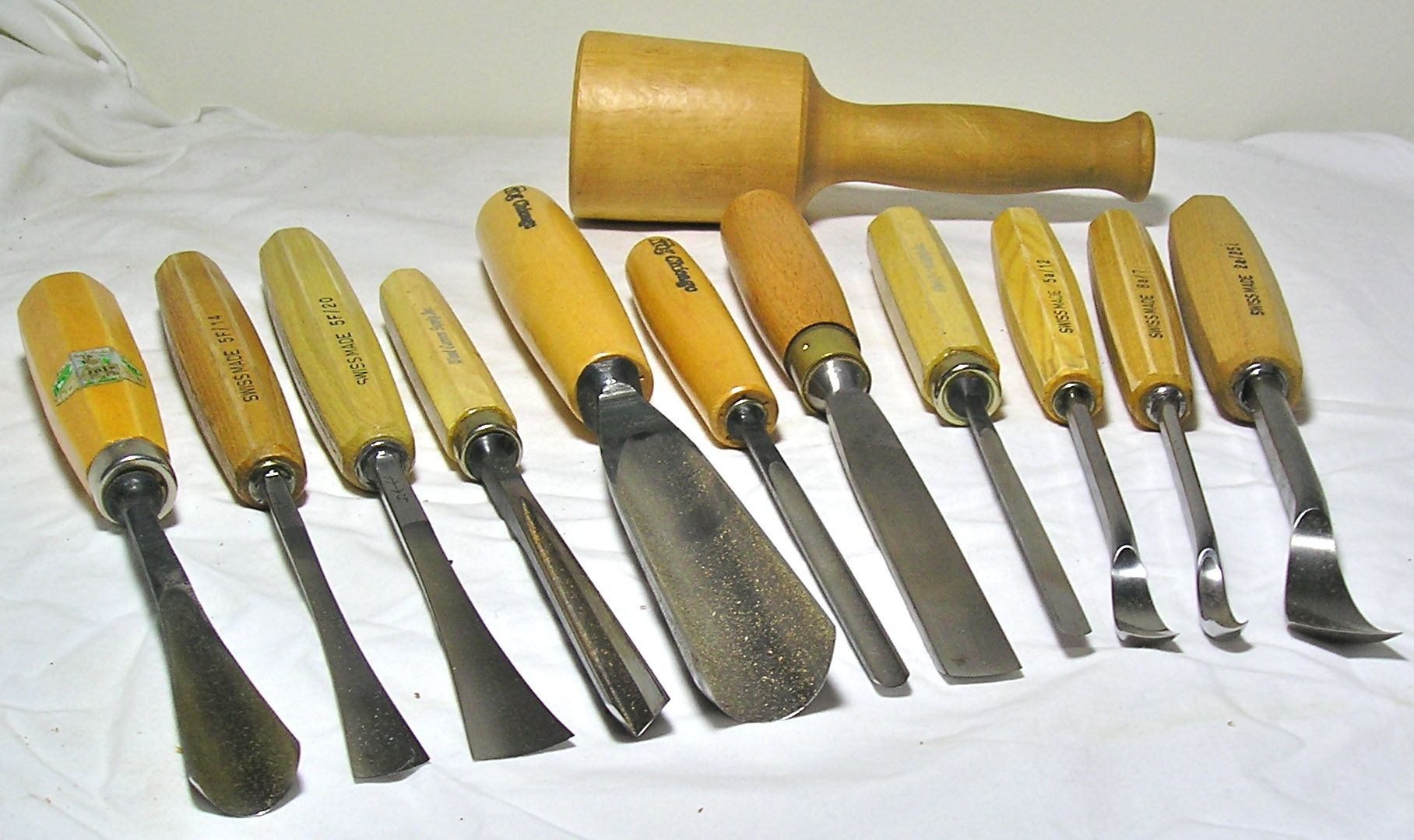
Verschillende snijgereedschappen en een klopper (houten hamer)

Voor hard hout is een klopper nodig. Een klopper is een ronde, houten hamer waarmee blind op de beitel kan worden geslagen, dat wil zeggen met de ogen op het werkstuk gericht. Er worden vele harde houtsoorten gebruikt, met elk hun eigen eigenschappen en kleur. Zacht hout is meestal zonder klopper te bewerken, ervan uitgaande dat de beitels scherp zijn. Hierbij valt linde te noemen als vaak gebruikte houtsoort vanwege de fijne gelijkmatige structuur, die gemakkelijk te snijden is en fraaie resultaten geeft.
De afwerking van het werkstuk is zeer belangrijk; dat bepaalt voor een groot deel het uiterlijk ervan. Men kan kiezen voor een 'zichtbare' snede, hetgeen scherp gereedschap vereist en een goede en juiste detaillering als eindafwerking. Men kan ook kiezen voor gladmaken met bijvoorbeeld een vijl, schraapstaal, schaaf (spookschaaf) en/of schuurpapier. Vervolgens kan het houtsnijwerk naar wens worden afgewerkt met was, olie, beits of lak.

## Fotogalerij

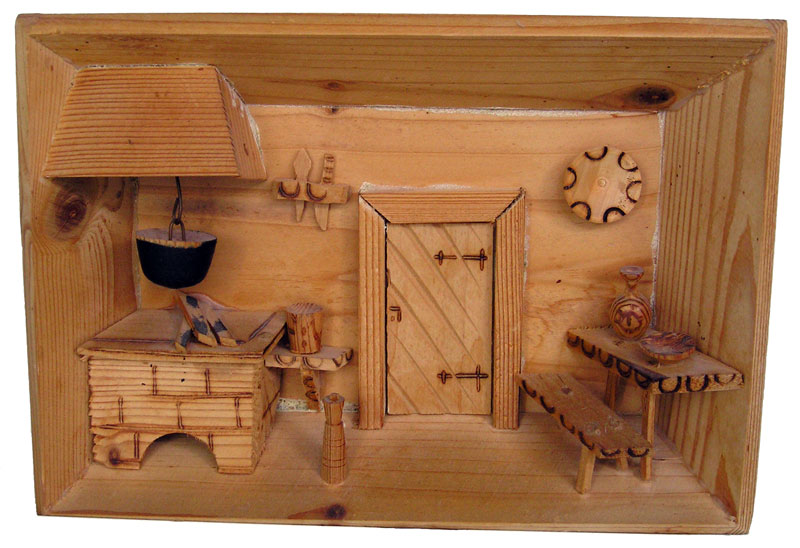
Houtsnijwerk uit Polen
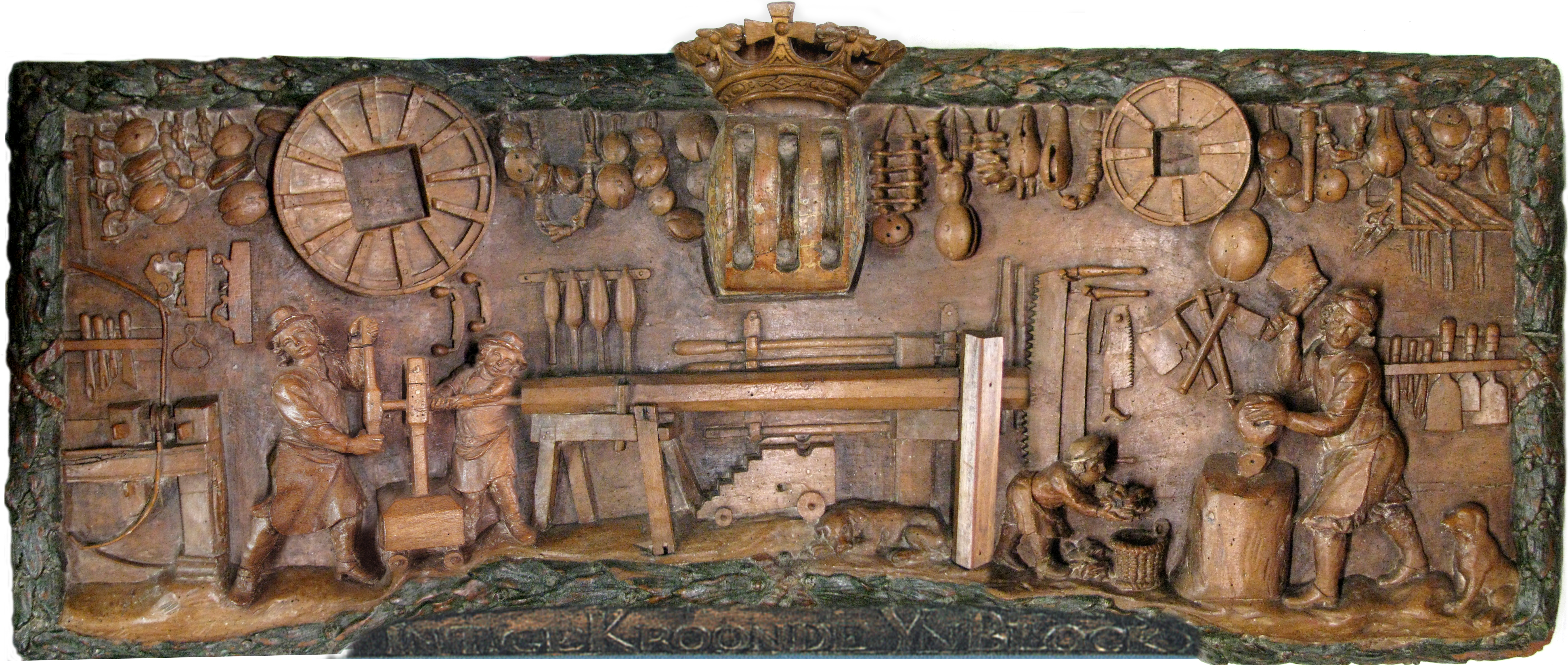
Beukenhouten gevelbord van een blokkenmakerij aan de Leuvehaven te Rotterdam (1694) (collectie Museum Rotterdam)
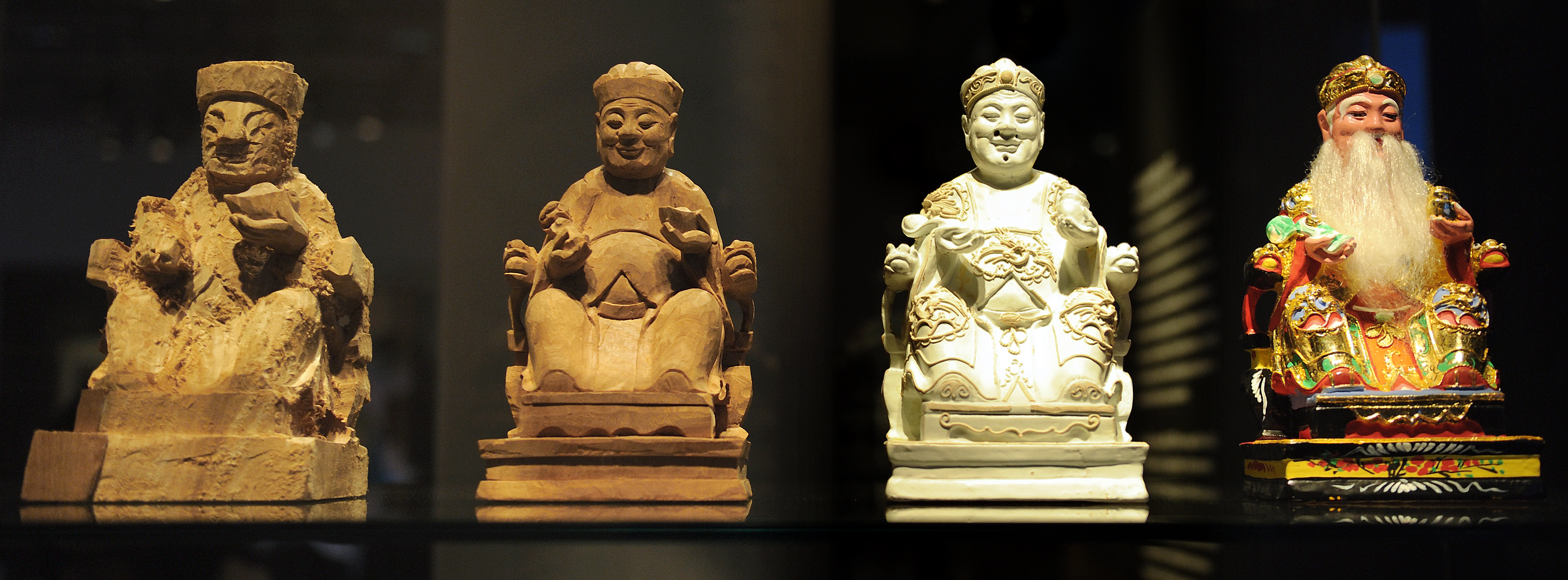
Verschillende productiefasen van 20e-eeuws Chinees houtsnijwerk (collectie Wereldmuseum, Leiden)

## Trivia
- Het houtsnijwerk van de Zafimaniry en het houtsnijwerk van de kruizen in Litouwen staan vermeld op de Lijst van Meesterwerken van het Orale en Immateriële Erfgoed van de Mensheid.
- Het Fries kerfsnee-houtsnijwerk staat vermeld op de Inventaris Immaterieel Cultureel Erfgoed Nederland.[1]